# OpenOffice.org
OpenOffice.org је слободан програмски пакет отвореног кода за канцеларијско пословање. Садржи програм за обраду текста, програм за презентације, програм за векторско цртање, програм за израду и приступ базама података и програм за табеларне прорачуне. Постоје верзије пакета OpenOffice.org за разне оперативне системе: Microsoft Windows, Linux, BSD, Solaris и Mac OS X. Подржава међународни ИСО стандард за размену података OpenDocument, као и друге формате, између осталих и оне које користи пакет Microsoft Office.
Пакет је првобитно потекао од StarOffice-а, програмског пакета развијеног од стране компаније StarDivision, коју је у августу 1999. године купио Sun Microsystems. Код је стављен на располагање јавности јула 2000. године, са циљем да смањи доминантни тржишни удео Microsoft Office-а, пружајући бесплатну, квалитетну и отворену алтернативу. Након преузимања компаније Sun Microsystems главни спонзор пројекта постаје Oracle Corporation. У априлу 2011. године, Oracle Corporation објављује престанак развоја сопствене комерцијалне варијанте пакета , а пројекат OpenOffice.org у јуну исте године започиње прелазак под окриље Apache Software Foundation. Претходно, у септембру 2010. године, већина учесника пројекта формира групу Документ фондација, и почиње са независним развојем варијанте пакета OpenOffice.org под именом Либреофис.
Пројекат и софтвер се неформално називају Опенофис (OpenOffice). Пошто је тај термин регистровани заштитни знак у туђем власништву, пројекат је као своје званично име усвојио OpenOffice.org.

## Компоненте
- (Писац) - програм за обраду текста
- (Цртање) - програм за векторско цртање
- (База) - програм за базе података
- (Рачун) - програм за табеларне прорачуне
- (Математика) - програм за запис математичких формула
- (Презентација) - програм за презентације

## Удео на тржишту
Како се OpenOffice.org слободно дистрибуира различитим каналима тешко је проценити његов удео на тржишту. Само са званичног сајта забележено је више од 100 милиона преузимања најновијих издања OpenOffice.org 3.

## Локализација на српски језик
Локализација издања 1.x на српски језик је започета 2002. године преводилачким маратоном у организацији ентузијаста слободног софтвера, док је простор обезбедила компанија ICT-Tower, у то време Sun Microsystems компетенцијски центар у Београду. Званични предлог за формирање Пројекта локализације на српски језик у оквиру међународног пројекта поднет је 14. октобра 2003. године. Група окупљена око сајта Превод.орг је током лета 2005. године наставила посао и локализовала издање 2.0 за Novell СЛЕС ГНУ/Линукс дистрибуцију.
У децембру 2007. године, Министарство за телекомуникације и информатичко друштво Републике Србије покренуло је пројекте локализације слободног софтвера, међу којима је био и пројекат локализације пакета OpenOffice.org, који је преузео Математички факултет Универзитета у Београду, у сарадњи са заједницом корисника слободног софтвера у Србији.
Најновије стабилно издање 3.3.0 је потпуно локализовано на српски, записан ћирилицом и латиницом и може се преузети са страница пројекта на српском језику.